# DO YOUR SATURDAY
DO YOUR SATURDAY（ドゥ・ユア・サタデー）は、2001年4月から2004年3月までJ-WAVEで毎週土曜日に放送されていたラジオ番組である。

## 放送時間
- 土曜 5:00～8:00

## ナビゲーター
- クリステル・チアリ
- HIME　(J-WAVEアナウンサー南部広美の番組担当時のナビゲーター名)

## 番組内容
週末に役立つ情報を届ける番組。2006年4月改編以降ではJ-WAVE GOOD MORNING TOKYOとBOOM TOWNの間だけとなったクロストークを、次番組WEEKEND CONNECTION担当の福ノ上達也との間で行なっていた。

## 主なコーナー
- CALCIO DE WEEKEND
- GREEN FEVER
- OFF-NAVI
- RANKING HOLOSCOPE
- SOUND REFRESHMENT
- YOUR WEATHER